# Tyrannicide (1793)
Il Tyrannicide fu un vascello di linea francese da 74 cannoni che prestò servizio nella marina francese dal 1794 al gennaio 1802

## Storia
La costruzione del vascello da 74 cannoni Tyrannicide, appartenente alla  Classe Téméraire, avvenne presso l'arsenale di Lorient, e l'unità fu varata il 28 giugno 1793, ed entrò in servizio l'anno successivo.
Nel 1794, al comando di Alain Joseph Dordelin, prese parte al Glorioso Primo di Giugno. Insieme al vascello Indomptable, aiutò a salvare la nave ammiraglia Montagne, su cui alzava la sua insegna l'ammiraglio Louis Thomas Villaret de Joyeuse, intrappolata in mezzo alla flotta britannica.
Sotto il comando del capitano Zacharie Allemand, il Tyrannicide fu assegnato alla squadra navale al comando del Ministro della marina Étienne Eustache Bruix prestandovi servizio dal marzo 1799 e prese parte alla Crociera effettuata nel Mediterraneo.
Il 19 luglio 1800 il Tyrannicide fu rinominato Desaix in onore dell'omonimo generale caduto in combattimento nel corso della battaglia di Marengo. Al comando del capitano Jean Anne Christy de la Pallière, il 3 luglio 1801 catturò il brigantino da 14 cannoni Speedy, al comando di Lord Cochrane.
Il Desaix partecipò alla prima battaglia di Algeciras combattuta nella omonima baia, sulla costa della Spagna, il 6 luglio 1801, inquadrato nella squadra navale agli ordini dell'ammiraglio Charles-Alexandre Léon Durand Linois. Il comandante francese dispose dispose le proprie navi su una linea di battaglia attraverso il porto, con l'ammiraglia, il vascello da 80 cannoni Formidable, sul limite settentrionale, seguita dalla Desaix e dalla Indomptable verso sud, separate circa 500 iarde. La fregata Muiron fu collocata su acque meno profonde a sud della Indomptable. Le navi dello squadra britannica al comando del contrammiraglio James Saumarez, che alzava la sua insegna sul Caesar entrarono nella baia, e il combattimento ebbe iniziò.  Alle 8:50, il vascello da 74 cannoni Venerable del capitano Samuel Hood, aprì il fuoco sul Desaix. Alle 09:15, l'ammiraglia di Saumarez, il Caesar, ancorò nella baia e si unì all'azione, sparando anch'esso sul Desaix. Quando una leggera brezza cominciò a soffiare da nord-ovest, Linois ordinò alle sue navi di recidere i cavi dell'ancora e di manovrare in posizioni difensive migliori vicino alla costa, ma il Desaix si incagliò direttamente davanti ad Algeciras durante la manovra. Il Desaix fu una delle navi francesi coinvolte nella battaglia a rimanere più gravemente danneggiata.
La Desaix fu disincagliata, riparata e rimessa in servizio dopo la battaglia, ma nel gennaio 1802 fece naufragio a Santo Domingo mentre cercava di entrare nel porto di Cap Français.

### Fonti
1. 1 2 3 4 5  Three Decks.
2. ↑  Levot 1866, p. 543.
3. ↑  Winfield, Roberts 2015, p. 89.
4. 1 2  Clowes 1997, p. 461.
5. ↑  Clowes 1997, p. 462.
6. ↑  James 1886, p. 116.
7. ↑  James 1886, p. 117.
8. ↑  Clowes 1997, p. 465.
9. ↑  Troude 1867, p. 270.